# Museo Borgarsyssel
Il museo Borgarsyssel è un museo situato a Sarpsborg nella contea di Østfold, in Norvegia. Il museo prende il nome da Borgarsysla, il nome norreno antico della contea di Østfold.
Fondato nel 1921, documenta la storia culturale di Østfold dal Medioevo in poi. La collezione all'aperto comprende una ventina di edifici storici. Si trova nel sito delle rovine della medievale chiesa di San Nicola, costruita durante il regno del re Øystein (1103-1123). La cappella di Olaf fu costruita al museo Borgarsyssel come sala espositiva per il Giubileo di Sant'Olaf nel 1930.
Dal 1947, il museo Borgarsyssel è stato il principale museo della contea di Østfold. Dal 1° gennaio 2006 fa parte del museo Østfold, che coordina tutti i musei della contea.

## Galleria d'immagini

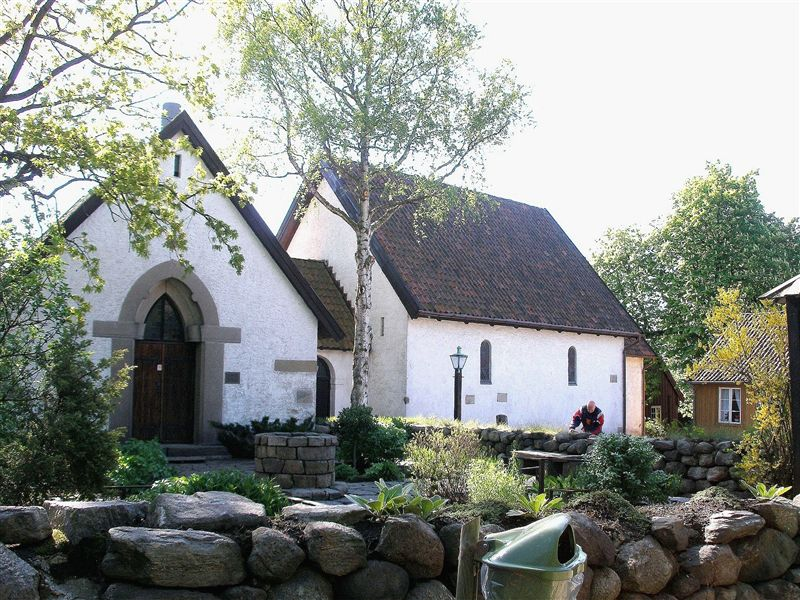
Cappella di Olaf al museo Borgarsyssel
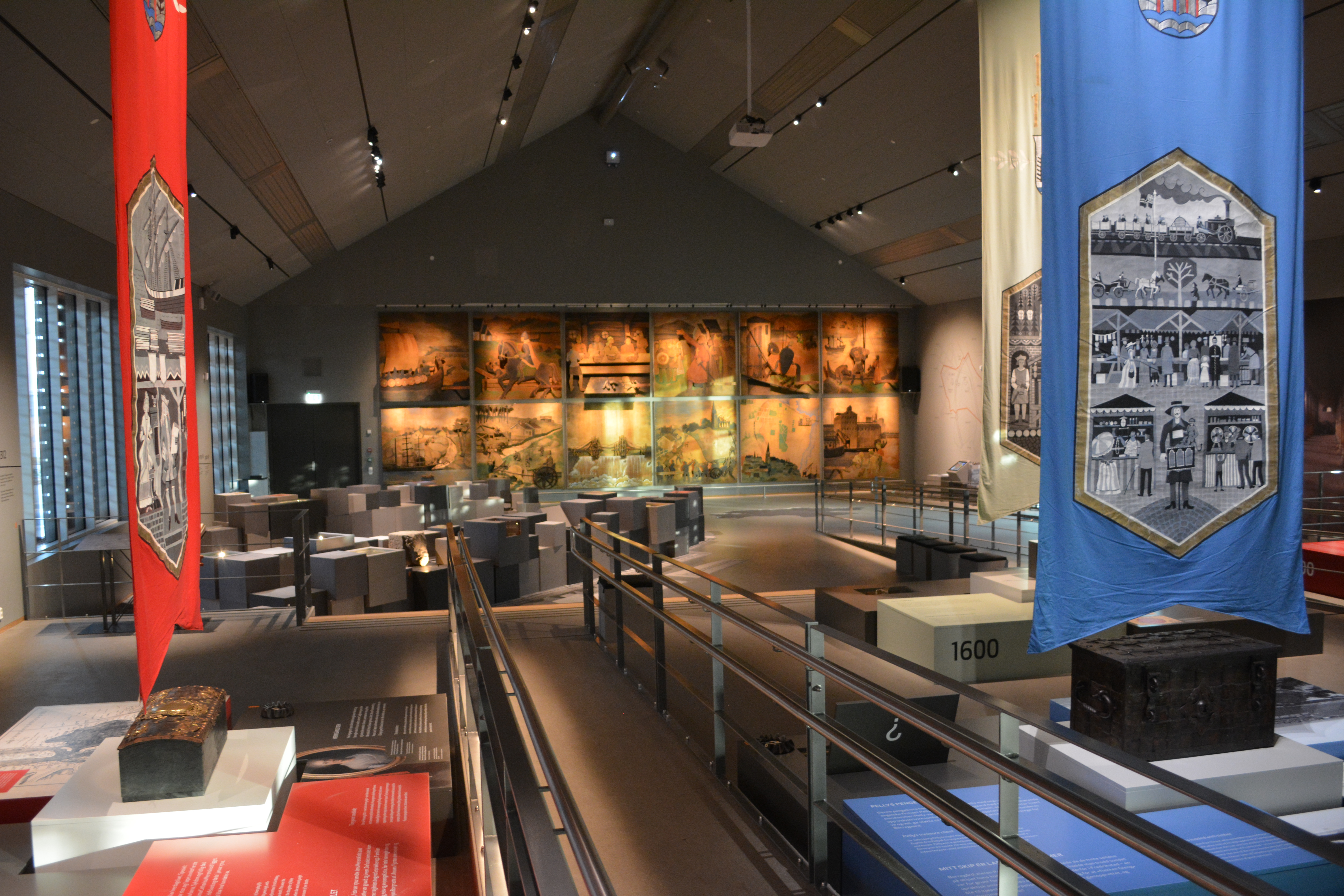
Interno della cappella di Olaf